# Джунгариптериды
Джунгариптериды (лат. Dsungaripteridae) — семейство птерозавров из надсемейства Azhdarchoidea.

## История изучения
В 1964 году Ян Чжунцзянь создал новое семейство птерозавров и поместил туда недавно обнаруженный в Китае род джунгариптер. Позже в эту группу вошёл также Noripterus.
В 2003 году Александр Келлнер определил данный таксон как кладу: в группу вошли джунгариптер, Noripterus и «Phobetor» (последний род оказался невалидным, и потому пишется в кавычках). Келлнер также перечислил шесть признаков синапоморфии семейства:
- относительно небольшая глазница, находящаяся на вершине черепа;
- большое сквозное отверстие ниже глазницы;
- длинный костяной гребень, который начинается спереди от носового отверстия и заканчивается за глазницами;
- длинные, узкие, загнутые кверху челюсти с заострёнными кончиками;
- отсутствие зубов в передней части челюстей;
- зубы имеют широкое овальное основание.

Келлнер указал всех членов группы, известных по фрагментарным останкам, за исключением самого джунгариптера, так что только последняя характеристика может быть точно установленной у всех представителей семейства.
В том же году Дэвид Анвин дал немного иное определение семейства. По его мнению, оно состояло из последнего общего предка Dsungaripterus weii и Noripterus complicidens и всех их потомков. Семейство джунгариптерид Анвин тесно связал с аждархидами. Согласно Анвину, германодактиль является сестринским таконом для группы, но его анализ — единственный в этом роде.
Согласно анализу Брайана Андреса, сделанному в 2008 году, джунгариптериды состоят в близком родстве с тапеяридами, что относит их к надсемейству Azhdarchoidea. В 2014 году Брайан Андрес, Джеймс Кларк и Сюй Син подтвердили нахождение таксона в надсемействе Azhdarchoidea, поместив его в кладу Neoazhdarchia вместе с семействами аждархид и чаояноптерид.

## Классификация
По данным сайта Paleobiology Database, на сентябрь 2020 года в семейство включают 5 вымерших родов:
- Banguela Headden & Campos, 2014[7]
- Domeykodactylus Martill et al., 2000
- Dsungaripterus Young, 1964
- Lonchognathosaurus Maisch et al., 2004
- Noripterus Young, 1973

В 2020 году был описан род Ordosipterus Ji, 2020, на сентябрь ещё не зарегистрированный на сайте. 
В семейство могут также включать роды:
- Puntanipterus Bonaparte & Sánchez, 1975[9]
- Tendaguripterus Unwin & Heinrich, 1999

Все известные джунгариптериды найдены в слоях, которые варьируются от верхнего юрского периода до мелового (готеривский ярус).  Последним из открытых видов семейства джунгариптерид является Lonchognathosaurus acutirostris из альбского яруса нижнемеловой формации Ляньмуцинь Джунгарской долины, Синьцзян, Китай. Этот вид обитал около 112 миллионов лет назад, был птерозавром среднего размера, питавшимся моллюсками и ракообразными, которых он перемалывали своими плоскими зубами.